# 鳥羽優好
鳥羽 優好（とば ゆうこ、11月25日 - ）（旧名：鳥羽優子）は、日本の女性声優、ナレーター、歌手。千葉県流山市出身。イメージカラーはライブでは紫、ニコ生番組「いちぬけ！！」内では黄。合同会社MYSTAR所属。

## 来歴
- 千葉県流山市生まれ
- 千葉県立東葛飾高等学校出身
- 筑波大学第二学群人間学類卒業
- 株式会社アミューズメントメディア総合学院（マスターコース一期生）
- その後、株式会社トライアルプロダクション(現プロダクション・エース)に所属
- 2018年7月31日、株式会社プロダクション・エースを退所[1]
- 2018年8月からは株式会社アーティストクルーと個人として業務提携[2]を行いつつ、フリーで活動
- 2020年10月1日より、合同会社MYSTARに所属
- 歌手活動は休業中

## 人物
家族構成は父・母・姉・妹がいる。座右の銘は「艱難汝を玉にす」と「可能性は無限大」。
幼い頃の夢は、親に言われたお医者さん。自分では宇宙飛行士になりたかったが、子供のころキャラメルが大好きだったこともあり虫歯が多かったため、父に「宇宙飛行士っていうのは、虫歯が1個でもあったらなれません」と言われ「はっ！？もうなれないんだ…」と思い、諦めた。その後、遺跡や世界遺産、古墳、お城、恐竜の骨など地学全般が好きなこともあり、考古学者になりたいと考えたが、親にダメと言われ諦めた。また、流山市のゆるキャラになりたいと近所の人に触れ回っているが叶っていない。
作品は下記以外にも多数あるが、名前を出していないため公表はできないとしている。

## 出演作品

### テレビアニメ
- トリアージX（2015年、女子高生）

### 劇場アニメ
- 大ちゃん、だいすき。（2007年、明、他）

### 吹き替え
2007年
- アイス・スパイダー（ローゼン、他）

2008年
- ロビン・フッド（ベアトリス）

2010年
- シェキラ!（フランス人留学生）

2017年
- CHANNEL ZERO シーズン2:NO-END HOUSE

### ゲーム
2015年
- ウチの姫さまがいちばんカワイイ（縞熊姫レッシィ・アイルルス）

2018年
- 日替わり内室（複数）

2019年
- 戯画三国志（張春華）
- HARDCOREMECHA（ナンシー、他）

2020年
- AFKアリーナ（ロザリン、セシリア）
- 宮廷の遥映～時をかける恋～（陳遥映）
- ドラゴンとガールズ交響曲 (リチャード一世)

2022年
- 東方アルカディアレコード（星熊勇儀）

### DVD
- LIVE!（アバロニ役）

### 舞台
- 劇団ちょーごーきん10周年記念公演『from a distance～東京タワー？僕のオトンが時々オカン～』（2009年） - 捨堂蘭、拳咲麟憧（少年時代） 役
- TEAMトライデント第4回公演『キミニササグイトシネガイ』（2010年4月） - 波野沙耶 役
- TOY☆CHACHA企画ファミリーミュージカル『魔女のうた』（2010年8月） - コール 役
- TEAMトライデント第5回公演『ナミダドロップ』（2011年8月） - おばあちゃん、母親 役
- あいてむぼっくす主催公演『AreYouLady!!』（2011年10月） - 優華役 [6]
- あいてむぼっくす連続リーディングライブ『神様ごっこ。』シリーズ（2012年） - 朱姫、他 役 [7]
- あいてむぼっくす『踊れ☆酪農家族』（2013年10月） - 壇郷比佐子 役
- liberta『ハッピースーサイドカンパニー』（2016年6月）
- 劇団大富豪『WILL』（2016年9月） - 志乃役
- liberta『オーバーザトマソン』（2017年5月）
- JAT『銀河鉄道の夜 -彼女は星を見上げ、ここにいない彼を思う-』（2017年11月） - 杏奈役
- 麻宮騎亜・企画・プロデュース定期朗読ライブ『-Morning Reze-』（2018年4月）
- ぐるねこvol.2『くものまにまに』（2018年6月） - ボア役[8]
- JAT『はだしのゲン』（2018年7月） - 進次、隆太役[9]
- Night★Cap Story『実りの秋に、実らない恋のお話をしましょうか』（2018年10月）
- 麻宮騎亜・企画・プロデュース定期朗読ライブ『-Morning Reze-』（2018年11月18日）

### CM
- UGA（ジャイアン熱唱編）

### ナレーション
- 1週間で8割捨てる技術[10]
- ラストラン

### ラジオ
- ニコニコ生放送『声優トークバラエティいちぬけ!!』レギュラー（2011年5月26日～）
- 渋谷クロスFM『声優ショッキング』ゲスト（2017年10月）[11]
- YouTube『ラヂヲ・コンプレックス　帝都電詠ラヂヲ局』アシスタントレギュラー（2018年8月～）

### その他
- エクソンモービル ガソリンスタンド内ＣＭ（スタンドガール編・DOUTOR編）
- ドラマCD『約束の丘』（涼子役）